# Virtus Pallacanestro Bologna (femminile)
La sezione femminile della società Virtus Pallacanestro Bologna fu fondata nel 2019 e militò nel massimo campionato italiano. fino al 2024, anno di ritiro dalle competizioni.

## Storia
La società nasce precisamente il giorno 9 Luglio 2019 grazie all'acquisizione della già esistente società Progresso, che militava in A2, da parte del patron Zanetti. Nonostante il roster comprendesse buona parte delle giocatrici che appartenevano alla vecchia squadra, la Virtus Rosa, nella prima stagione sportiva della sua storia 2019-2020 chiude al 13º posto della classifica della regular season. Tutto ciò a seguito della sospensione del campionato a seguito della pandemia Covid-19.
All'inizio della seconda stagione, la Virtus ha migliorato nettamente la squadra portando nel roster giocatrici d'esperienza e soprattutto giocatrici in rampa di lancio. Ciò ha giovato: la stagione si conclude al 4º posto della regular season e per la prima volta nella sua storia accede ai playoff. Qui ai quarti sfida la GEAS, squadra di Sesto San Giovanni. In questa serie, le Vu nere riescono a vincere la serie per 2 a 1. Il loro cammino si interrompe alle semifinali contro l'Umana Reyer Venezia che successivamente diventa campione d'Italia. 
La terza stagione della storia, la società vuole ambire ancora di più portando innesti di livello tra cui la giocatrice con esperienze di Euroleague e WNBA: Cecilia Zandalasini. Intorno alla giocatrice, è stato allestito un roster di livello grazie agli innesti di Sabrina Cinili e Giulia Ciavarella, entrambe giocatrici della nazionale italiana. Insieme a tutto questo, importante è stata anche la scelta di far condurre la squadra all'allenatore della nazionale italiana Lino Lardo.
Il 20 giugno 2024 viene annunciato che la Virtus non si iscriverà alla successiva stagione 2024-2025 e che le risorse così liberate saranno dirottate verso il settore giovanile, sia maschile che femminile.

## Cronistoria
| Cronistoria della Virtus Pallacanestro Bologna |
| --- |
| - 2019 · Fondazione dell'ASD FuturVirtus - 2019-20 · Serie A1 (campionato annullato per COVID-19) - 2020-21 · 4ª Serie A1 Sconfitta semifinale scudetto Sconfitta in semifinale di Coppa Italia - 2021-22 · 2ª Serie A1 Sconfitta finale scudetto Sconfitta finale Coppa Italia Sconfitta semifinale Supercoppa italiana - 2022-23 · 1ª Serie A1 Sconfitta finale scudetto Sconfitta in semifinale di Coppa Italia Sconfitta in finale di Supercoppa italiana - 2023-24 · 3ª Serie A1 Sconfitta quarti di finale play-off Sconfitta quarti di finale Coppa Italia Supercoppa italiana (1º titolo) - 2024 · Ritiro dal campionato |

## Palmarès
- Supercoppa italiana: 1

2023

## Allenatori
- 2019-2020  Giancarlo Giroldi (fino a nov. 2020)
 Andrea Liberalotto (da nov. 2020)
- 2020-2021  Lorenzo Serventi
- 2021-2022  Lino Lardo (fino a apr. 2022)
 Angela Gianolla (da apr. 2022)
- 2022-2023  Giampiero Ticchi
- 2023-2024  Pierre Vincent